# مراکش در مسابقه آواز یوروویژن
مراکش در مسابقه آواز یوروویژن برای اولین و تنها بار در مسابقه 1980 شرکت کرد. آهنگ منتخب آن " Bitakat Hob "با آواز عربی و اجرای سمیرا بن سعید در جایگاه دوم تا آخر قرار گرفت. این کشور از آن زمان به این مسابقه بازنگشته است.

## زمینه
مسابقه آواز یوروویژن یک مسابقه بین‌المللی آهنگ سالانه است که از سال ۱۹۵۶ توسط سازمان پخش یوروویژن برگزار می‌شود و شرکت کنندگان عمدتاً کشورهای اروپایی را نمایندگی می‌کنند. هر کشور شرکت کننده یک آهنگ اصلی را برای اجرای زنده تلویزیونی و رادیویی ارسال می‌کند، سپس برای تعیین برنده، به آهنگ‌های کشورهای دیگر رأی می‌دهد. از زمان آغاز به کار، ورود به این مسابقه برای همه اعضای اتحادیه پخش کننده اروپا (EBU)، گروهی که شامل کشورهای شمال آفریقا و خاورمیانه نیز می‌شود، آزاد بوده است. قبل از شرکت مراکش در سال ۱۹۸۰، تونس (در 1977 contest) تنها کشور آفریقایی بود که قصد داشت در این رقابت شرکت کند، و حتی به مقام چهارمی هم رسید، اما در نهایت از مسابقه کنار رفت.

## مشارکت ۱۹۸۰
اولین و تنها شرکت مراکش در مسابقه آواز یوروویژن در سال ۱۹۸۰ بود، زمانی که مسابقه در لاهه، هلند برگزار شد. ورود آن توسط پخش کننده مراکشی و عضو EBU, Radiodiffusion-Télévision Marocaine سازماندهی شد.
(RTM؛ اکنون با نام Société Nationale de Radiodiffusion et de Télévision شناخته می‌شود.
) که قبلاً مسابقات منتخب را در دهه ۱۹۶۰ و ۱۹۷۰ پخش کرده بود.
پخش کننده آهنگ " Bitakat Hob " را انتخاب کرد "، با اجرای سمیرا بن سعید، خواننده مراکشی. این یک عدد نسبتاً با سرعت بالا است، با تأثیرات واضح از دیسکوی غربی و موسیقی عربی. بن سعید از نیاز به صلح در میان ملل جهان می‌سراید و نقش "بچه‌های جهان" را برای توصیف چشم اندازی از جامعه ای عاری از جنگ و نفرت می‌خواند. این پیام به عنوان پیام صلح خطاب به اسرائیل و کشورهای عربی تعبیر شد. ژان کلودریک رهبری ارکستر را برای ورود برعهده داشت.
این آهنگ پنجمین شب اجرا شد. در پایان رای‌گیری، ۷ امتیاز دریافت کرده بود که همه آنها از Italy بود و در رشته ۱۹ در رده هجدهم قرار گرفت و بالاتر از Finland، آخرین رتبه همیشگی دریافت کننده رتبه اول را کسب کرد.
مقام دوم این کشور برای تلویزیون عمومی مراکش ناامید کننده بود، که تصمیم گرفت دیگر در این مسابقه شرکت نکند. با این حال، کار سمیرا سعید لطمه ای ندید، زیرا او به یکی از برجسته‌ترین هنرمندان موسیقی عرب در قرن بیستم تبدیل شد. او یک نسخه فرانسوی از آهنگ "Message d'amour" را ضبط کرد که در سمت B این تک‌آهنگ یافت می‌شود و در سال ۱۹۸۰، فیلیپوس نیکولائو نسخه یونانی کاور "Tosi kardia, tosi agapi" (یونانی: "Τόση καρδιά, τόση αγάπη"   " را منتشر کرد. 
).
"Bitakat Hob "اولین آهنگ یوروویژن بود که شامل اشعار عربی بود و تنها آهنگی است که به‌طور کامل به عربی خوانده شده است.

## آینده
دومین پخش کننده مراکشی، 2M TV، قصد خود را برای پیوستن به اتحادیه رادیو و تلویزیون اروپا (EBU) ابراز کرده است. اگر درخواست آنها موفقیت‌آمیز باشد، مراکش واجد شرایط بازگشت به مسابقه با یک پخش کننده جایگزین خواهد بود. در ماه مه ۲۰۱۸، ایوب کارا، وزیر ارتباطات اسرائیل، اعلام کرد که قصد دارد از کشورهای جهان عرب برای شرکت در مسابقه 2019 در تل آویو دعوت کند، اما مراکش در فهرست کشورهای شرکت کننده که در ۷ نوامبر ۲۰۱۸ منتشر شد، نبود.
پس از امضای توافقنامه عادی سازی بین اسرائیل و مراکش در ۱۰ دسامبر ۲۰۲۰، اران سیکورل، سیاستمدار و مجری رادیویی که در شرکت پخش عمومی اسرائیل (IPBC) کار می‌کند، از پخش کننده مراکشی SNRT خواست تا به مسابقه بازگردد. حساب توییتر، اما هیچ پاسخی دریافت نشد.

## بررسی اجمالی مشارکت
| سال  | هنرمند        | ترانه                    | زبان | نهایی | نکته‌ها |
| ---- | ------------- | ------------------------ | ---- | ----- | ------ |
| 1980 | سمیرا بن سعید | "Bitakat Hob" (بطاقة حب) | عربی | ۱۸    | ۷      |